# Вълчо Япата
Вълчо Япата е български хайдутин от първата половина на XIX век.

## Биография
Роден е в село Гайтаниново, Неврокопско и е сродник на местния първенец Вълчо чорбаджията. Действал е в Неврокопско и Мелнишко от 1825 до около 1840 година. По професия е ковач на подкови. Нощем е обикалял, като хайдутин, самостоятелно или с дружина. Погубва много турци, които правят пакости на българите. Притежава голяма смелост и ловкост, а за него се разказват легенди.
Убит е в Гайтаниново с измама, към 1840 година от двама турци от съседното село Лъки по заповед на османските власти в Неврокоп.
По думите на неговия земляк, възрожденския учител Спас Прокопов:
| „ | На ръст не бил много висок, но бил широк, голям юнак и нечут бързоходец, отдаден още от младините си на хайдушкия живот... | “ |